# Drongo de Ludwig
El drongo de Ludwig (Dicrurus ludwigii) és una espècie d'ocell de la família dels dicrúrids (Dicruridae) que habita la selva humida i altres formacions boscoses de l'Àfrica subsahariana, des de Guinea, Gàmbia i el Senegal, cap a l'est, a través de la República Centreafricana fins a la costa Somàlia i sud-est de Kenya, i cap al sud fins al sud-est d'Angola, Zimbàbue, Moçambic i est de Sud-àfrica.